# Pyrausta laresalis
Pyrausta laresalis là một loài bướm đêm trong họ Crambidae.